# Канторек, Павел
Павел Канторек (чешск. Pavel Kantorek; 17 мая 1942 года, Оломоуц, Чехословакия — 3 августа 2017 года, Торонто, Канада) — чешский и канадский учёный и карикатурист.

## Биография
Павел Канторек прославился в 60-х годах XX в. как карикатурист и юморист. Его «животные с политическим подтекстом» (так он охарактеризовал свои шутки) стали появляться на страницах разных периодических изданий, что снискало ему большую популярность.
21 августа 1968 года он эмигрировал.
Павел Канторек был учёным-естествоиспытателем, профессором физики в Университете Райерсона (Канада). Занимался теорией относительности и космологией.
После 1989 года Канторек вернулся в Чехословакию (ему было возвращено гражданство). Он продолжил научную карьеру и занятия карикатурой.
Карикатуры и рассказы Павла Канторека, большая часть из которых — о животных и на научную тему, выходили в сборниках, многие из них были опубликованы в биологическом журнале Vesmír.

## Семья
Двоюродная сестра — Мириам Канторкова (р. 13 марта 1935), чешская актриса, певица и ведущая.